# Róvnoie (Kursk)
|  | Per a altres significats, vegeu «Róvnoie». |

Róvnoie (en rus: Ровное) és un poble de l'óblast de Kursk, a Rússia, que en el cens del 2010 tenia 102 habitants. Pertany al districte rural de Gorxétxnoie.